# Gaudynowska Baszta
Gaudynowska Baszta – skała na lewym brzegu górnego biegu potoku Brodła na Garbie Tenczyńskim. Znajduje się w obrębie wsi Brodła w województwie małopolskim, w powiecie chrzanowskim, w gminie Alwernia. 
Gaudynowska Baszta jest najwybitniejszą w grupie Gaudynowskich Skał. Zbudowana z pochodzących z jury późnej  twardych wapieni skalistych baszta ma wysokość do 22 m. Znajduje się tuż przy wąskie asfaltowej drodze biegnącej wzdłuż potoku Brodła, powyżej dolinki jego niewielkiego dopływu. Jest obiektem wspinaczki skalnej. W 2019 roku jest na niej 21 dróg wspinaczkowych o trudności od IV+ do VI.4+ w skali polskiej, oraz jeden projekt. 21 z nich ma zamontowaną asekurację: ringi (r), spity (s), stanowisko zjazdowe (st).
Od listopada 1998 r. skała wraz z innymi Gaudynowskimi Skałami jest pomnikiem przyrody. Gaudynowskie Skały znajdują się na północno-wschodnim obrzeżu Garbu Tenczyńskiego. Około 270 m na południe od Gaudynowskiej Skały znajduje się skała Zakątek, na której również uprawiana jest wspinaczka.
W Gaudynowskiej Baszcie i bezpośrednio przy niej położonych skałach znajduje się kilka jaskiń: Jaskinia Gaudynowska, Mała Szczelina za Igłą, Schronisko Małe w Gaudynowskich Skałach, Schronisko na Półce w Igle, Schronisko obok Jaskini Gaudynowskiej, Studnia za Igłą, Szczelina nad Małą, Szczelina za Igłą.

## Drogi wspinaczkowe
1. Trumian schow VI.2+ (4r+st),
2. Broadway VI.2 15 m (5r+st),
3. Wydoili mi kozę VI.1 (3r+st),
4. Wejściowa na Gaudynowską Basztę IV+ (3r+st),
5. Oczyszczenie V+, 23 m,
6. Benzaguru VI.2+, 24 m (8s+st),
7. Płytką VI+, 25 m (7r+st),
8. Everest direct V+, 25 m (4r+st),
9. Kantem VI.2, 25 m (8r+st),
10. Kampus w ciasnych butach VI.4+ (7r+st),
11. Feel the power VI.2+, 25 m (8r+st),
12. Milenijne lata VI, 25 m, 2r,
13. Rozgardiasz VI+, 17 m (4r+3s+st),
14. Wadowicka krucjata  VI.2, 25 m (3r+6s+st),
15. Hardest design VI.3, 25 m (1r+6s+st),
16. High styled VI+, 25 m (3r+1s),
17. Gaudynowskie ryski, VI.+, 17 m, 5r,
18. Zion lion way VI.2+, 25 m (6r+2s+st),
19. Mechem VI.1, 25 m (5r+6s+st),
20. Przewieszone ryski V+, 25 m (5r+5s+st),
21. Atak rolnika VI.2+, 25 m (5r+5s+st),

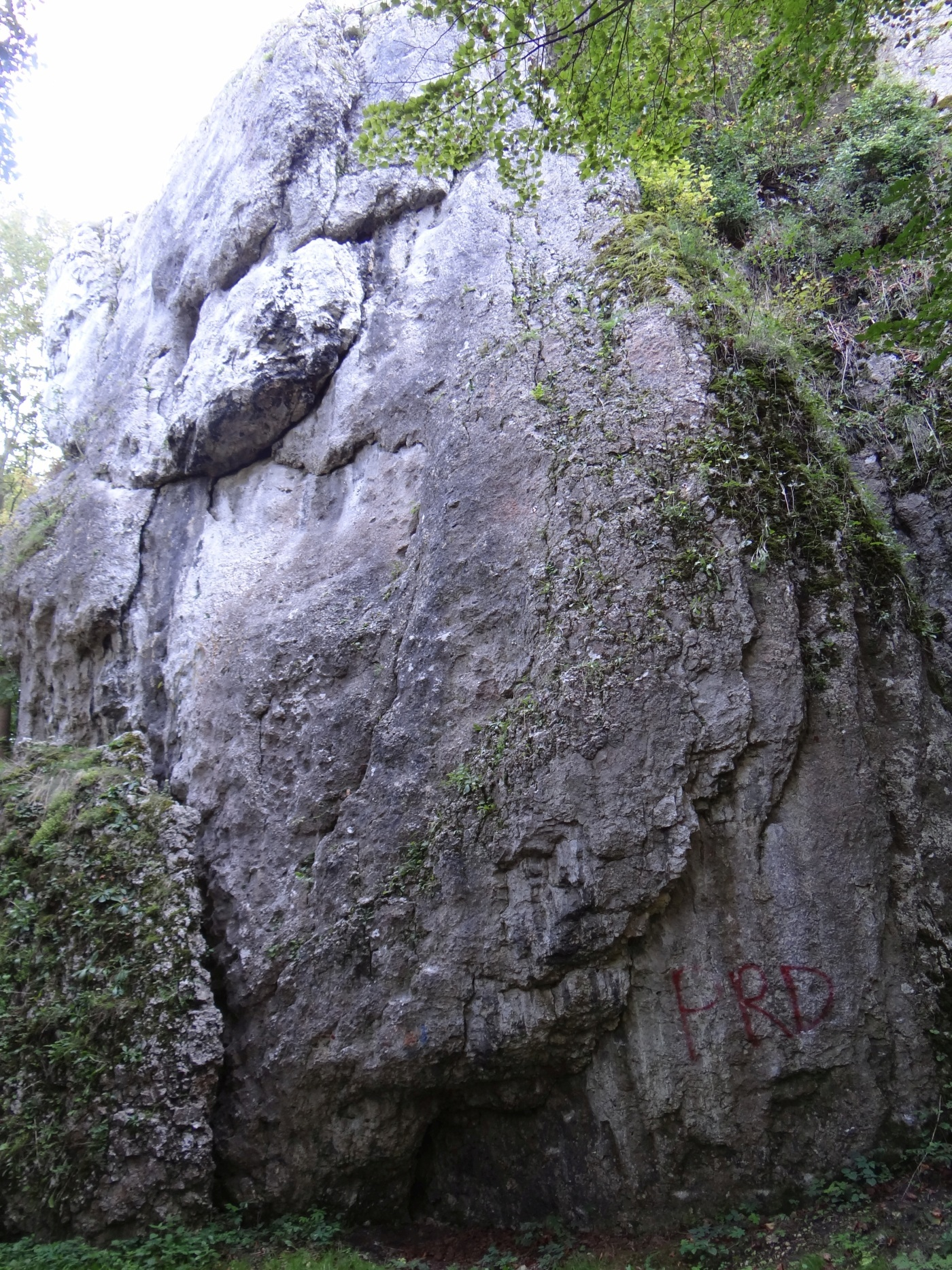
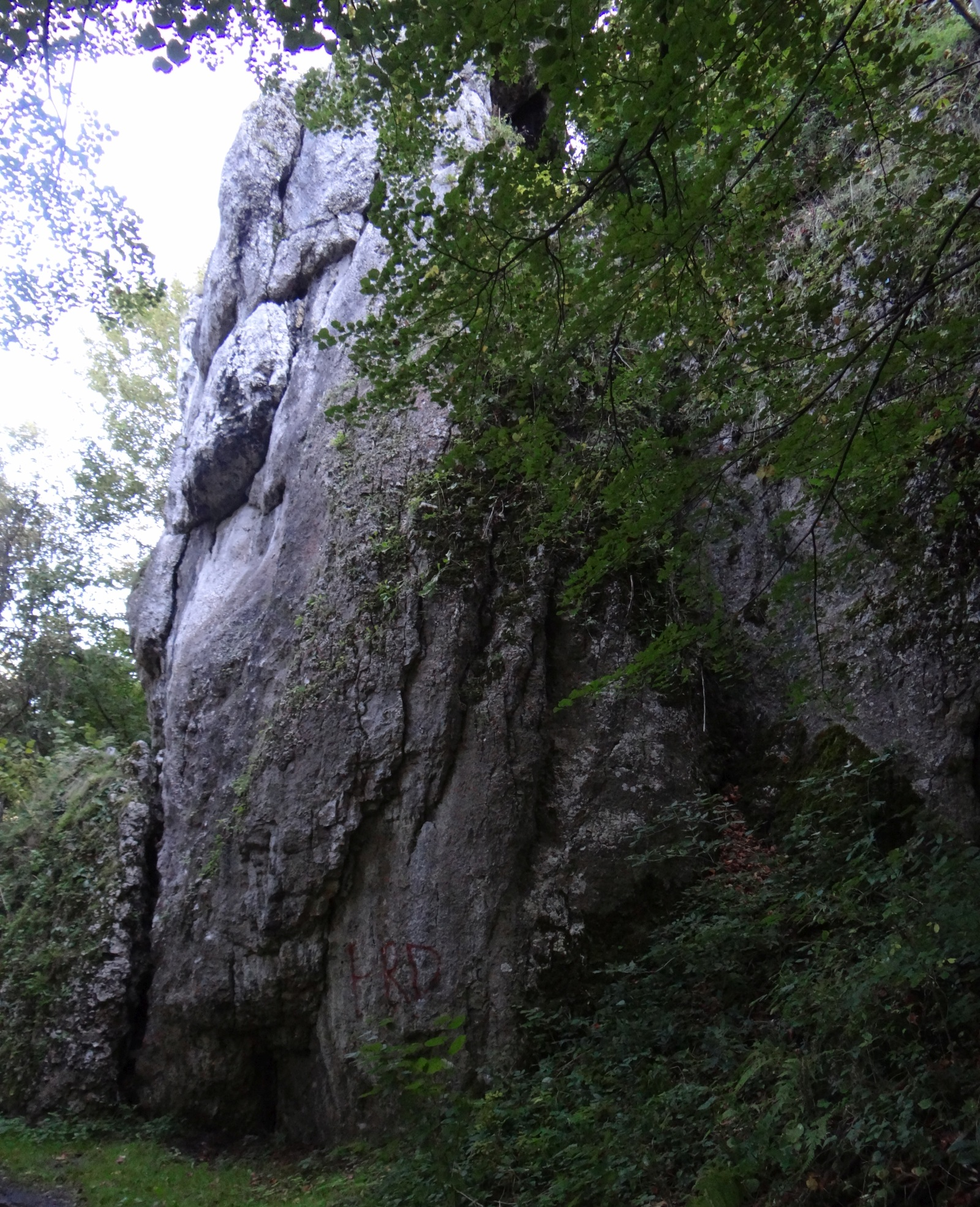
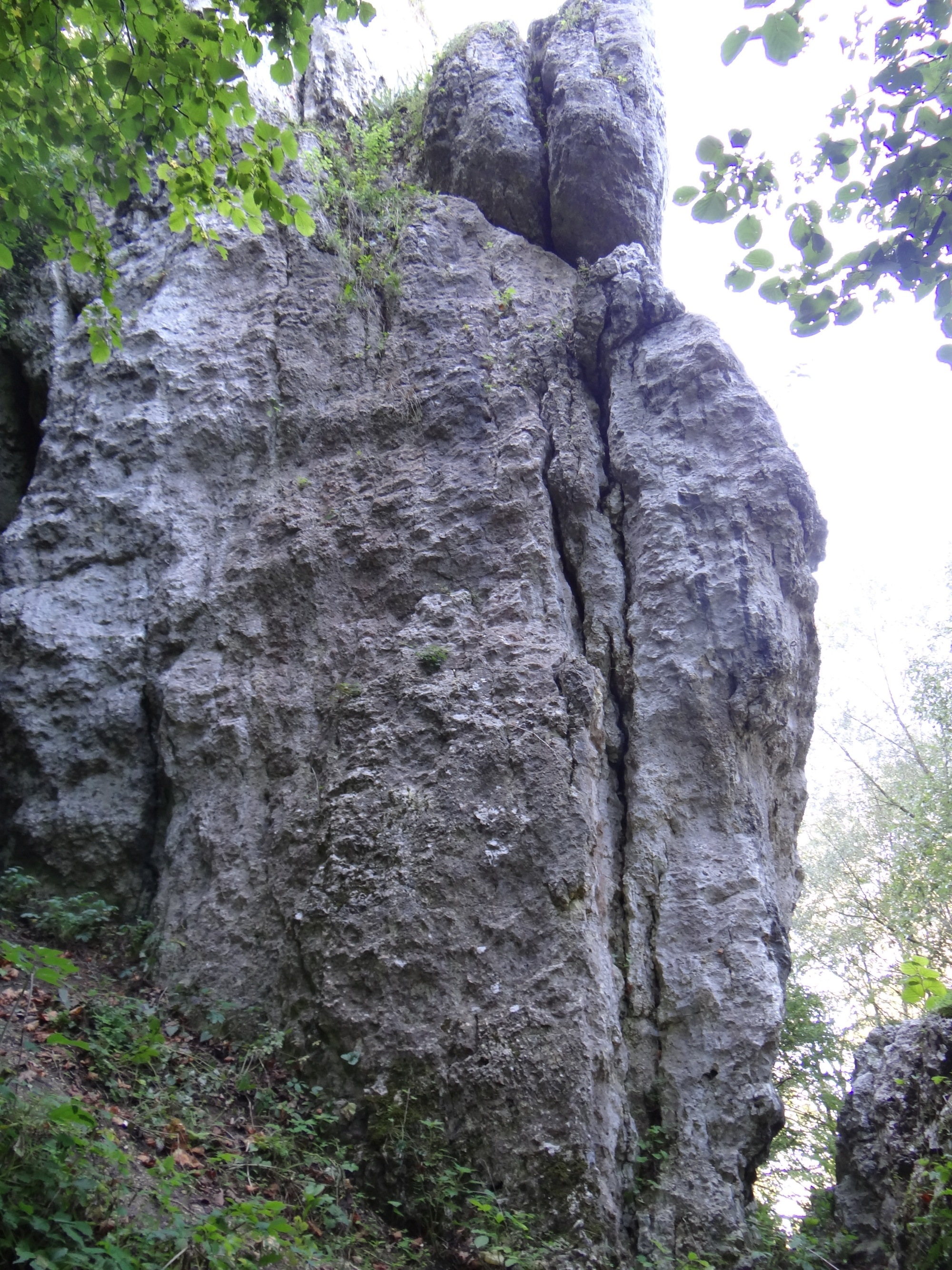
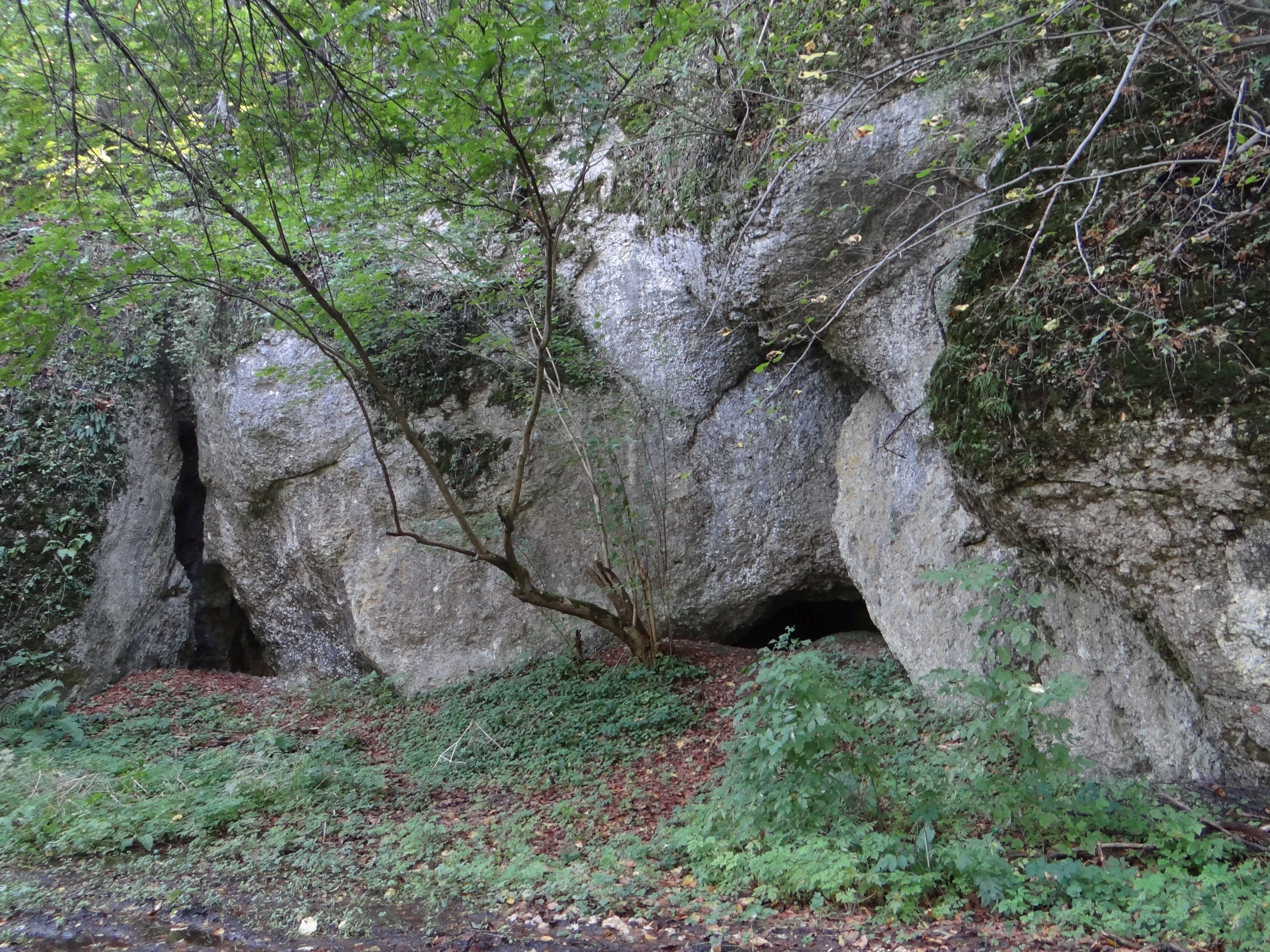
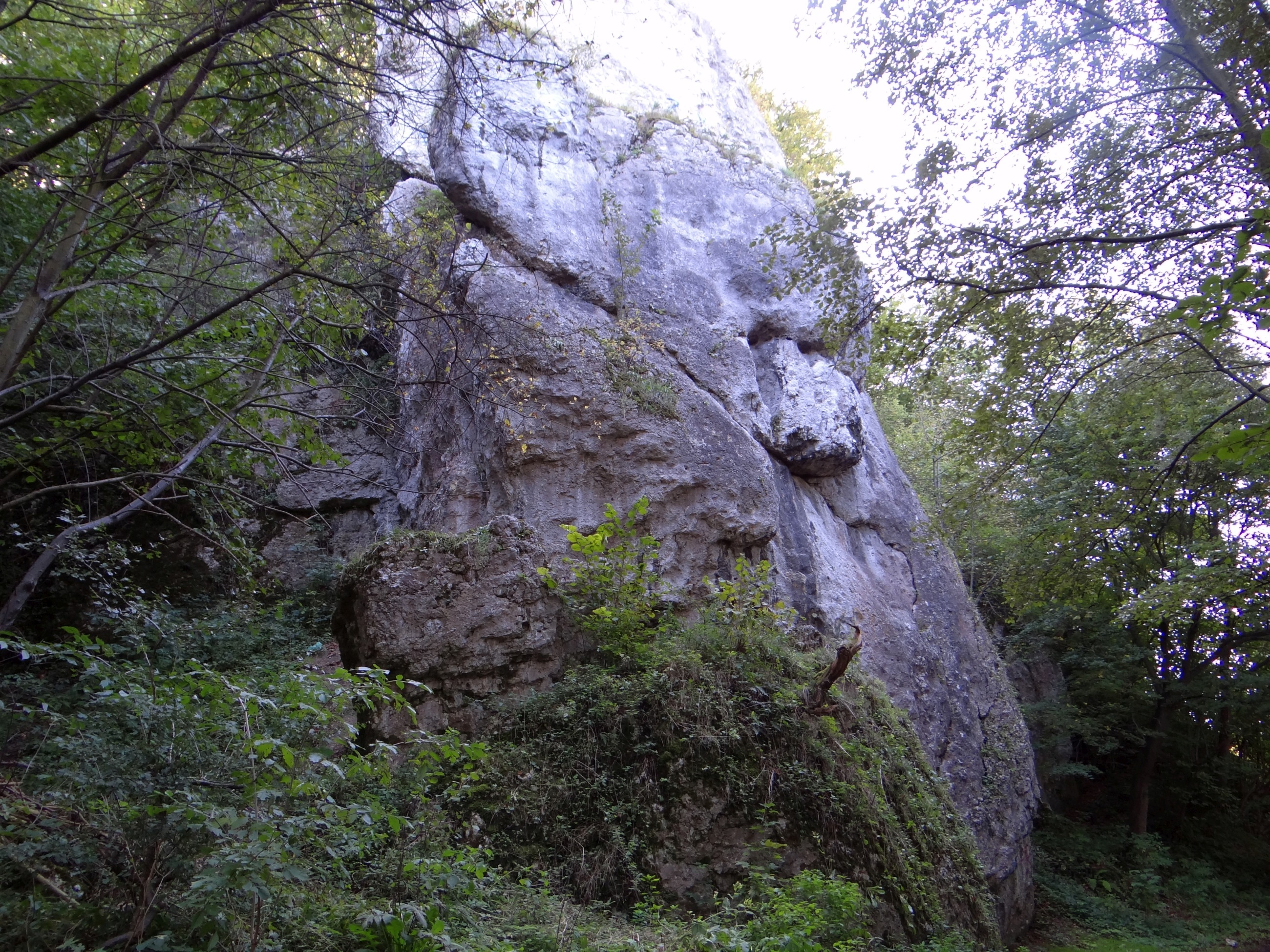

22. Projekt, 10 m (5r+st)[3]

## Turystyka
Obok skały biegnie wąska asfaltowa droga. Prowadzi nią szlak rowerowy tworzący zamkniętą pętlę.
 Alwernia – Brodła – Gaudynowskie Skały – Poręba Żegoty – Alwernia